# ATR 42
Az ATR 42 egy regionális utasszállító repülőgép, amelyet a francia-olasz ATR gyártó gyárt, a végső összeszerelés pedig Toulouse-ban, Franciaországban történik. A típus fejlesztését 1981. november 4-én kezdte meg az ATR (franciául: Avions de transport regional vagy olaszul: Aerei da Trasporto Regionale) repülőgépgyártó, az Aérospatiale (ma Airbus) francia űrkutatási vállalat és az olasz Aeritalia (ma Leonardo S.p.A.) közös vállalata. Az ATR 42-300 első repülését 1984. augusztus 16-án hajtotta végre, a típustanúsítványt pedig 1985 szeptemberében adták ki. Kereskedelmi járaton először az Air Littoral társaságnál repült 1985 decemberében.

## Fordítás
- Ez a szócikk részben vagy egészben  az   ATR 42 című angol Wikipédia-szócikk ezen változatának fordításán alapul.  Az eredeti cikk szerkesztőit annak laptörténete sorolja fel. Ez a jelzés csupán a megfogalmazás eredetét és a szerzői jogokat jelzi, nem szolgál a cikkben szereplő információk forrásmegjelöléseként.